# Мухин, Алексей Фёдорович
Алексей Фёдорович Мухин (10 февраля 1916 — 14 июля 1990) — гвардии старшина Красной армии, участник Великой Отечественной войны и полный кавалер ордена Славы.

## Биография

### Довоенная жизнь
Алексей Мухин родился в деревне Крюково (Вытегорский уезд, Олонецкая губерния) в семье русских крестьян. После окончания двух классов сельской школы, трудился в колхозе.

### После войны
После демобилизации Алексей Фёдорович проживал в Ленинграде, где из-за своего начального образования работал на различных предприятиях подсобным рабочим. В 1975 году из-за плохого состояния здоровья перестал работать, а в 1983 году переехал к своей сестре в Петрозаводск.
Во время оформления ему пенсии были выявлены документы на награждение Леонида Фёдоровича Мухина (его брата, погибшего сентябре 1942 года) орденом Славы 1-й степени, более того выяснилось что часть наград ветерана была вручена на имя его погибшего брата и из-за этого во вручении ордена ветерану было отказано, а так же были высказаны сомнения в законности вручения остальных наград Алексею Мухину. Из-за этого Алексею Фёдоровичу пришлось судиться за свои награды, и в 1982 году решением суда  Ленинского района города Ленинград было установлено что награды были вручены именно Алексею Мухину и был вручён ему в марте 1984 года.
Алексей Фёдорович Мухин умер 14 июля 1990 года и был похоронен на участке почётного захоронения на петрозаводском Сулажгорского кладбища.

## Награды
Алексей Фёдорович Мухин был награждён следующими наградами:
- два ордена Отечественной войны 1-й степени (16 ноября 1943 и 11 марта 1985);
- Орден Славы 1-й степени (31 мая 1945 — № 2102);
- Орден Славы 2-й степени (10 июня 1944 — 1353);
- Орден Славы 3-й степени (13 декабря 1943 — 34139);
- Медаль «За оборону Ленинграда» (вручена в 1944);
- так же ряд прочих медалей.